# Имунологија
Имунологија је грана биологије који покрива проучавање имуног система у свим организмима. Имунологија мапира, мери и контекстуализује физиолошко функционисање имуног система у здравственим стањима и болестима; неисправности имуног система у имунолошким поремећајима (као што су аутоимуне болести, хиперсензитивности, имуне недостатке и одбацивање трансплантата); и физичке, хемијске и физиолошке карактеристике компонената имуног система ин витро, ин ситу и ин виво.
Термин је осмислио руски биолог Иља Иљич Мечников, који је унапредио студије имунологије и за свој рад добио Нобелову награду 1908. Он је убадао мало трње у ларве морских звезда и приметио необичне ћелије које окружују бодље. Ово је био активан одговор тела које покушава да одржи свој интегритет. Мечников је први приметио феномен фагоцитозе, којим се тело брани од страног тела. Пре именовања имунитета, из етимолошког корена immunis, што је латински за „изузет“, рани лекари су окарактерисали органе за који је касније показано да су битне компоненте имуног система. Важни лимфоидни органи имуног система су тимус, коштана срж, и главна лимфна ткива попут слезине, крајника, лимфних судова, лимфних чворова, аденоида и јетре. Када се здравствено стање погорша до ванредног стања, делови органа имуног система, укључујући тимус, слезину, коштану срж, лимфне чворове и друга лимфна ткива, могу се хируршки изрезати ради прегледа док су пацијенти још увек живи.
У раним развојним фазама, имунологија је  примарно проучавала имунитет који је провоциран различитим инфективним агенсима. Постепено се развијала у правцима који се укључују у широку научну област – од спознаје имуног одговора организму стране супстанце (тела) и развоја имуносистема, преко трансплантације (не)сродних ткива и органа – до фактора и природе онкогенезе. Укратко, савремена имунологија проучава имунитет, имуноцитохемију, имуногенетику, имунохиперсензибилност и имунопатологију. Сва ова подручја имунологије истражују и објашњавају системе и механизме самоодбране организма од разних микроструктура и микроорганизама који могу имати нежељен ефекат по одржавање хомеостазе (благостање, уравнотеженост, непромењено стање) организма. Ове науке укључују проучавање анатомских структура и комплексија, хистолошке особености и цитологију специфичних одбрамбених ћелија; механизме и процесе који се дешавају приликом тзв имуног одговора, тј. покретања и тока  имуног система организма на новонасталу ситуацију. Такође проучавају ниво компатибилности и толеранцију организма на хистолошки специфичне јединке које се уносе или трансплантирају у организам, као нпр. крв, бубрези, јетра, слезена и многе алергијске и друге реакције на микроструктуре и микроорганизме који су страни погођеном организму, односно потенцијално патогени.
Имунологија укључује низ припадајућих области у које су укључени различити системи крвних група, имунохематологија имуногенетика, имунофизиологија и друге.
– Природни имунитет је генетички дефиниран и високоспецифичан за одређену биолошку врсту (имунитет врсте). Сагласно томе, човек је отпоран на многе животињске болести поменуте етиологије, а животиње су ретко погођене обољењима човека. Стечени имунитет се успоставља спонтано или вакцинацијом, у контакту са одређеним антигенима (дуготрајни – активни имунитет) или може бити индукован вештачки (краткотрајни – пасивни имунитет) – серотерапијом. Након продирања страног тела (вирус, бактерија, ћелије и њихове структуре, органске супстанце итд.) укључује се одбрамбени систем, те образује специјалне заштитне протеине које елиминирају штетне ефекте антигена. Овај систем има и низ других веома значајних одбрамбених функција. Осигурава опстојност, интегритет и хомеостазу јединке и врсте којој она припада. Тако је на пример гаметска изолација последица биолошке неподударности полних ћелија, која онемогућава формирање инкомпатибилних зигота. То је изворни облик заштите генетичког система врсте. Имуни систем елиминише и све сопствене ћелије организма у којима се појаве неспецифични (непознати) молекули. Без обзира на природу и порекло, имунитет може бити хуморални и ћелијски (ткивни).

## Антигене детерминанте (епитопи) имуне реакције

### Хуморални имунитет
Хуморални имунитет почива на биосинтези антитела (имуних тела) у специјализованим ћелијама – плазмоцитима које улазе у крвоток. Антитела се могу трансферирати и неимунизираној особи – убризгавањем имуног серума или екстрахираних антитела.
Након продора поменутих агенса у организам, после периода латенције, покреће се имуни процес – стварају се специфична антитела компетентна за сваку реакцију антиген – антитело (стечени имунитет).  Макрофаги захватају и лизирају приспели антиген. Ове ћелије упућују сигнал одређеном типу лимфоцита (Б–лимфоцитима). Под утицајем антигенске сензибилизације, Б лимфоцити се, преко прелазних форми, преображавају у плазмоците – ћелије које продуцирају антитела и убацују их у циркулацију. Неки од њих се не развијају до плазмоцита, већ се њихова диференцијација зауставља на одговарајућем ступњу тог процеса. Ове ћелије стичу способност меморирања унесеног антигена, тј способност имунолошке меморије за одговарајући антиген.

### Ћелијски имунитет
Ћелијски имунитет или ткивни имунитет не почива на синтези антитела, него се успоставља захваљујући активности специјализираних леукоцита, тзв. Т–лимфоцита, гранулоцита и моноцита (ткивни макрофаги). Може се пасивно пренети и неимунизованим приматељима искључиво путем лимфоцита имунизираног даватеља, а не и серумом. Овај имунитет се, дакле, не успоставља деловањем циркулирајућих антитела, која (уосталом) и не садржи. Развија се образовањем сензибилизираних лимфоцита. Након стимулације антигеним подражајима, почиње диференцијација лимфоцита који потичу из тимуса (због чега су и добили ознаку Т лимфоцити). Многе компоненте овог имунитета, нажалост, још увек нису довољно познате (као код алергијских реакција и сл.).
Уз лимфоците Т, у механизмима ћелијске имуности учествују и макрофаги, НК ћелије, као и остале ћелије чија цитотоксичност зависи од антитела. У специфичној имунореакцији на антиген настају ефекторски Т  лимфоцити. Лимфоцити препознају страни антиген у склопу својих молекула , преносећи активацијски сигнал, који индукује пролиферацију и диференцијацију у ефекторске ћелије.
Цитотоксичне ћелије (лимфоцити – TC) препознају пептиде из цитосола у склопу молекула MCH, а помагачке (хелпер) ћелије (Т ћелије–помоћнице – TH) су потребне за настанак ефекторских ћелија. После препознавања антигена оне директно стимулишу пролиферацију цитотоксичних лимфоцита излучивајучи цитокине и активирају фагоцитне и цитотоксичне механизме макрофага. То су веома битне ћелије имуносистема, јер усмеравају имуни одговор према хуморалном и ћелијском типу. Помажу Б лимфоцитима у производњи антитела и, како је већ наглашено, помажу у сазревању цитотоксичних лимфоцита.
Антителска ћелијско–зависна цитотоксичност (ADCC) посредују  ефекторске ћелије које су, без претходне сензибилизације на антиген, у стању да разоре циљане ћелије, обложене антителима. У наведеном процесу ћелијске цитотоксичности делују ћелије које имају Fc антитела, као што су NK ћелије, макрофаги, еозинофили и неутофили. NK ćelije koje учествују u ćelijskoj citotoksičnosti zavisnoj od antitela nazivaju se ubilačkim (killer) ћелијама и имају способност да директним додиром убијају циљане ћелије. Оне могу бити (нпр.) заражене вирусом, туморске ћелије итд.
Укратко, антиген–презентирајуће ћелије (APC) – дендритичне ћелије и макрофази, долазе у директан контакт са антигенима, фагоцитирају их, разграђују и презентирају делове антигена на одговарајућим MHC рецепторима на површини ћелије. Током овога процеса наведене ћелије се активирају и почињу да синтетизују рецепторе и факторе који ће омогућити активацију Т ћелија. Када Т ћелије које поседују рецептор специфичан за презентирани антиген дођу у контакт са , као последица овог контакта и присуства излучених фактора, долази до активације Т ћелија.  Активиране Т помоћне ћелије су тада у стању да активирају Б–ћелије.